# Iso Roobertinkatu
Iso Roobertinkatu, (suédois : Stora Robertsgatan)  est une rue du quartier de Punavuori au centre d'Helsinki en Finlande. 

## Présentation
La rue, située dans le quartier de Kaartinkaupunki, est orientée du Nord-Est au Sud-Ouest.
Elle est à proximité de la rue Pieni Roobertinkatu orientée Est-Ouest.
Les deux rues sont nommées en mémoire de Robert Henrik Rehbinder.

## Architecture
Voici quelques bâtiments remarquables de la rue:
- Iso Roobertinkatu 1 - Yrjönkatu 6,  Oscar Bomanson & Bertel Jung, 1907
- Iso Roobertinkatu 2 - Yrjönkatu 4 ,  Ole Gripenberg, 1938
- Iso Roobertinkatu 3-5-7, Konstantin Kiseleff & Elia Heikel, 1885
- Iso Roobertinkatu 4-6,  Eliel Muoniovaara, E. Ounasvirta, 1967
- Iso Roobertinkatu 8, Grahn, Hedman & Wasastjerna, 1904
- Iso Roobertinkatu 9, Konstantin Kiseleff & Elia Heikel, 1887
- Iso Roobertinkatu 10,  Lars Sonck, 1909
- Iso Roobertinkatu 11 - Annankatu 5,  Theodor Höijer, Gustaf Nyström, 1886
- Iso Roobertinkatu 12,  Gösta Juslén, 1934
- Iso Roobertinkatu 13 - Annankatu 6,  John Settergren, 1912
- Iso Roobertinkatu 14,  Albert Nyberg, 1919
- Iso Roobertinkatu 29-31 - Fredrikinkatu 20,  Albert Nyberg, 1903
- Iso Roobertinkatu 34 - Fredrikinkatu 18,  Herman Gesellius, Eliel Saarinen, 1907
- Iso Roobertinkatu 39 - Albertinkatu 17,  Gustaf Estlander, 1906